# Puszcza Kampinoska

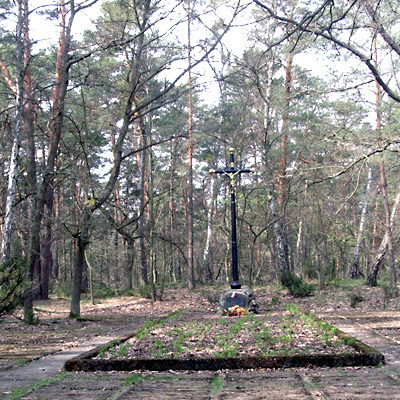
Puszcza Kampinoska: mogiła powstańców z 1863 r.

Puszcza Kampinoska – kompleks leśny leżący w centralnej Polsce, na północny zachód od Warszawy. Zajmuje fragment pradoliny Wisły na Nizinie Mazowieckiej, ograniczony korytem Wisły (od północy i wschodu), korytem Bzury (od zachodu) oraz skarpą tarasu Równiny Łowicko-Błońskiej (od południa).

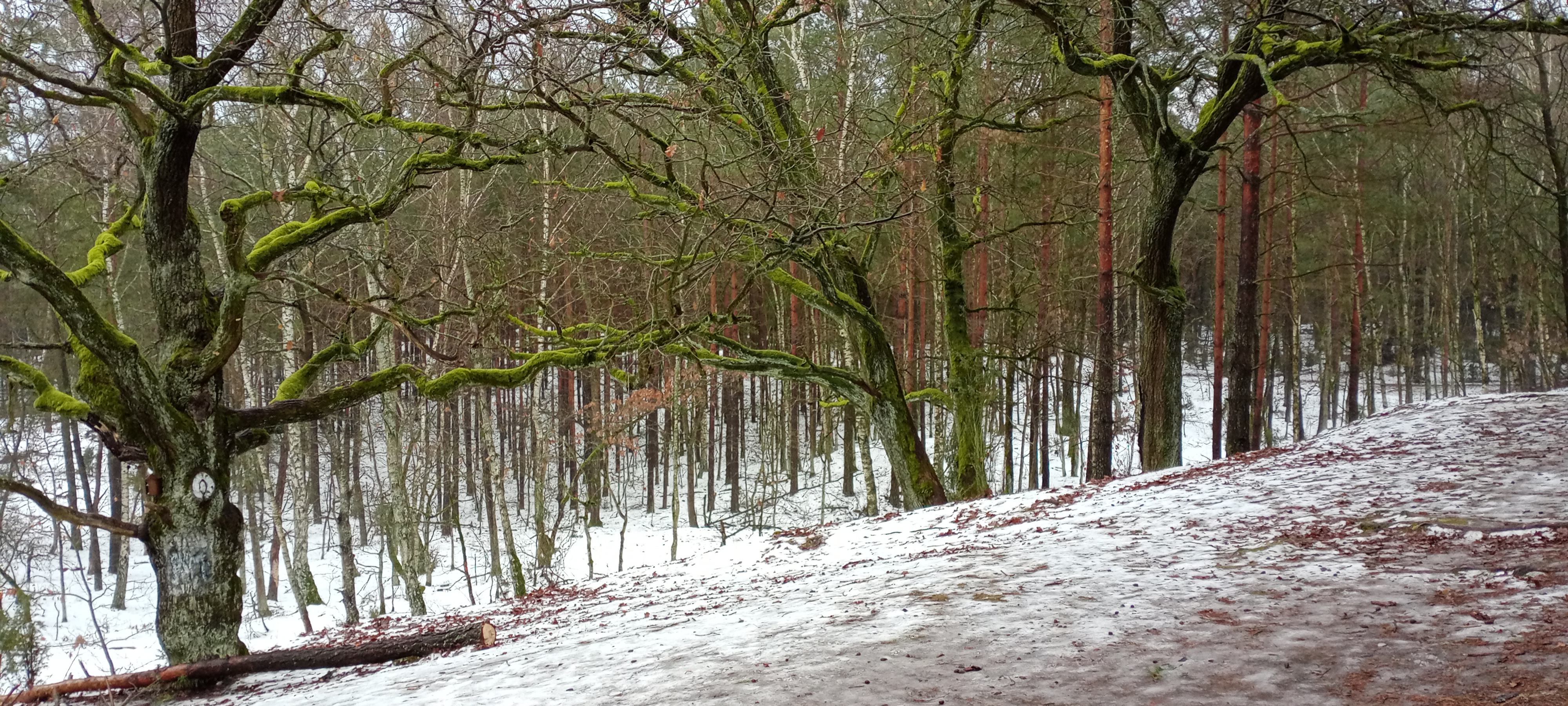
Widok z Góry Ojca zimą

Powierzchnia tego obszaru to ok. 670 km², jednak tylko ok. 270 km² zajmują lasy. Obecnie w większości teren należy do Kampinoskiego Parku Narodowego.

## Krajobraz

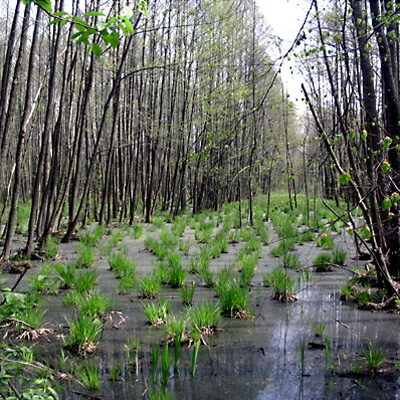
Puszcza Kampinoska: bagna w okolicach Zaborowa Leśnego

Krajobraz Puszczy Kampinoskiej charakteryzuje się równoleżnikowym układem pasowym. Jest on wynikiem działalności wód płynących przed czołem lądolodu w okresie zlodowacenia bałtyckiego. Od północy w pradolinie wyróżnia się, kolejno:
- koryto współczesnej Wisły
- taras zalewowy
- taras wydmowy
  - północny pas wydmowy
  - północny pas bagienny
  - południowy pas wydmowy
  - południowy pas bagienny
- taras wysoki (południowa skarpa).

Taras zalewowy, w przeszłości niejednokrotnie zalewany wodami powodziowymi, jest wysłany żyznymi glebami – madami. To sprawiło, że bardzo wcześnie (już w XI wieku) pojawili się tu osadnicy, którzy przysposabiali teren pod uprawy rolnicze. Ostatnie większe połacie lasu zostały wycięte w drugiej połowie XIX wieku.
Właściwa puszcza leży na tarasie wydmowym. Najbardziej charakterystyczną cechą krajobrazu są kontrasty między naprzemiennie ułożonymi pasami wydm i bagien. Wydmy to dawne piaszczyste łachy i kępy. Przeważają wśród nich łukowe, zwłaszcza paraboliczne. Na południowych obrzeżach pasów wydm występują tzw. grzędy wydmowe, powstałe z połączenia ramion kilku wydm łukowych. Natomiast bagna i torfowiska zajmują teren dawnych nurtów pra-Wisły, które zostały odcięte w bezodpływowe jeziora, a następnie zarosły roślinnością.

## Klimat

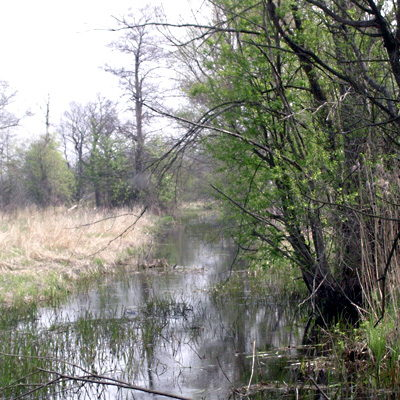
Puszcza Kampinoska: Kanał Zaborowski

Puszcza Kampinoska podlega wpływom klimatu nadmorskiego i kontynentalnego, a także sąsiedniej Wisły i aglomeracji Warszawy. Pod względem klimatycznym różni się ona od sąsiadujących obszarów: chłodne lub ciepłe masy powietrza utrzymują się tu dłużej niż w Warszawie, wiatry są mniej odczuwalne, wiosną i jesienią częste są mgły, za to latem bardzo rzadko zdarzają się burze. Średnia temperatura roczna wynosi ok. 7,8 °C, średnie roczne opady – ok. 530 mm.
Duże zróżnicowanie krajobrazu ma wpływ również na klimat. Na wydmach latem notuje się bardzo duże dzienne amplitudy temperatur, podobnie jak na pustyni: w dzień piasek nagrzewa się od słońca, nocą bardzo częste są gruntowe przymrozki. W tym samym czasie na bagnach powietrze jest chłodniejsze i wilgotne. Niemal cała woda na obszarze puszczy pochodzi z opadów atmosferycznych, więc okresy długotrwałej suszy są tu bardzo odczuwalne.

## Flora i fauna
W Puszczy Kampinoskiej dominują rosnące na piaszczystych wydmach bory sosnowe. Niektóre drzewa mają ponad 200 lat i są bardzo wysokie (sięgają nawet do 28 m wysokości). Większość drzewostanów ma jednak charakter mało naturalny, pochodzą bowiem z monokulturowego zalesiania. Lasy liściaste (w postaci olsów i łęgów) rosną obecnie głównie na bagnach, podczas gdy w naturalnej puszczy powinny pokrywać około dwie trzecie powierzchni. Monokultury sosnowe są jednak stopniowo zastępowane lasem mieszanym. Przebieg tego naturalnego procesu jest szczególnie widoczny w obszarach ochrony ścisłej.
W Puszczy Kampinoskiej rośnie wiele rzadkich gatunków roślin, których nasiona znalazły się tu przypadkowo: przyniesione przez wodę lub ptaki. Są to np. chamedafne północna, będąca reliktem glacjalnym; wiśnia kwaśna, roślina stepowa z południowo-wschodniej Europy; brzoza czarna, czyli endemit występujący poza Kampinosem tylko w południowej i zachodniej Polsce. Ponadto w puszczy sadzono w przeszłości, w celu utrwalenia wydm lub dla dekoracji, drzewa z gatunków północnoamerykańskich, np. dąb czerwony, sosnę smołową, sosnę Banksa. Ich obecność budzi zastrzeżenia, gdyż są to gatunki obce.
Znakiem firmowym Puszczy Kampinoskiej jest łoś. Kiedyś powszechny, z czasem jednak wyginął w niej zupełnie. Udaną próbę jego restytucji do Puszczy podjęto w 1951 r. i dziś jest on w niej często spotykany.
Kolejnym przywróconym Puszczy ssakiem jest bóbr. Występował on nad środkową Wisłą do ok. 1850 r. Z Puszczy Kampinoskiej zniknął na skutek nadmiernej antropopresji oraz melioracji terenów podmokłych i zamiany ich na grunty rolne. Prace nad przywróceniem Puszczy bobra podjęto w 1980 r., kiedy to sprowadzone z Pojezierza Suwalskiego 7 sztuk bobrów wypuszczono w różnych miejscach uroczyska Cichowąż. Bobry te osiedliły się w trzech miejscach: nad niewielkim kanałem w uroczysku Młynisko, w dole potorfowym niedaleko wsi Dąbrowa oraz w jednym z opuszczonych stawów rybnych w pobliżu Zaborowa Leśnego.
Żyją tu także ssaki takie jak: ryś euroazjatycki, wydra europejska, lis rudy, jeleń, sarna, dzik, jenot azjatycki, borsuk europejski. W ostatnich latach do puszczy powrócił także wilk szary. Z ptaków występują: bocian czarny, bielik, żuraw, czapla siwa, derkacz, bąk i wiele innych. Obfita jest fauna płazów i gadów, jednak nie powiodła się, podjęta w 1956 r. przez prof. Augusta Dehnela, próba reintrodukcji żółwia błotnego.

## Dzieje puszczy

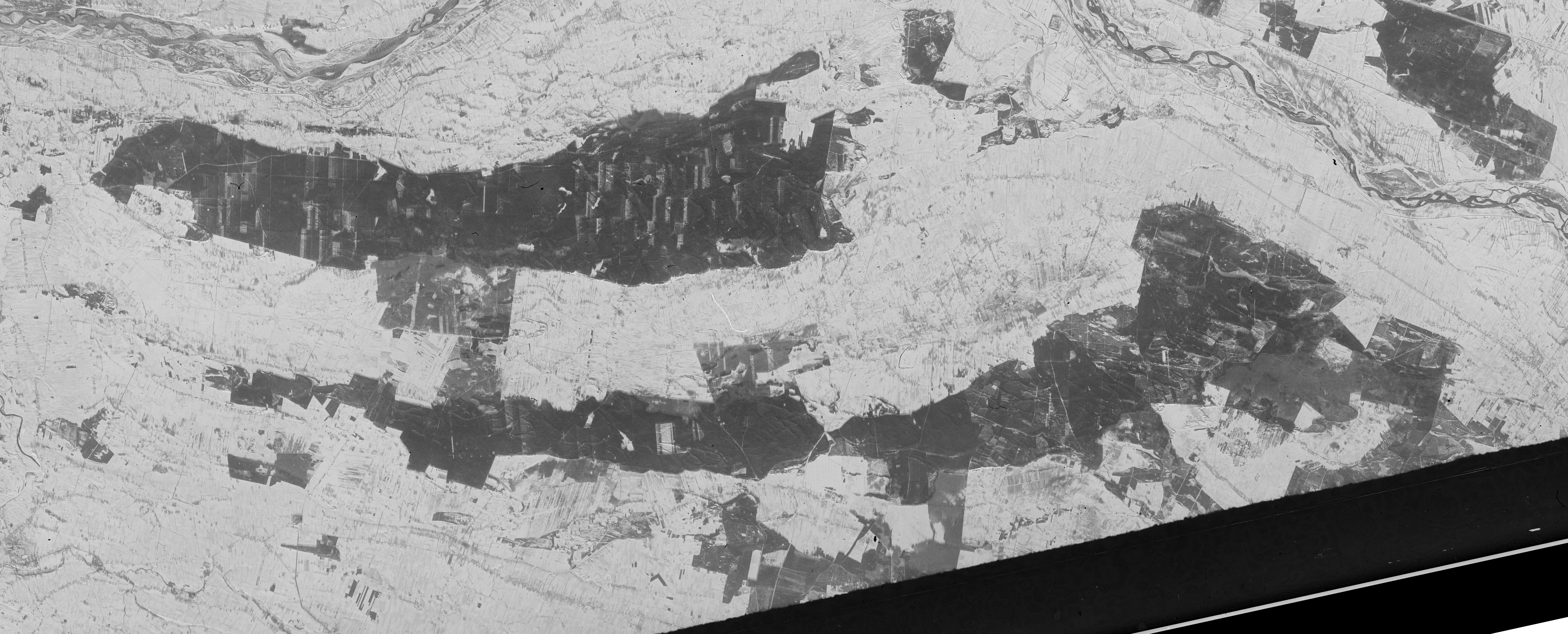
Zdjęcie satelitarne Puszczy Kampinoskiej wykonane przez amerykańskiego satelitę wywiadowczego, grudzień 1961.

Puszcza bardzo długo pozostawała dziewicza. W XV wieku pojawiły się pierwsze osady w głębi lasów: Truskaw i Wólka Zaborowska. W XVI wieku lasy weszły w skład majątków królewskich, a od 1590 stanowiły tzw. królewszczyznę, tj. dochód z nich zasilał skarb publiczny. Już wtedy zaczęto eksploatować puszczę: wycinano drzewa, które następnie spławiano Wisłą do Gdańska; wyrabiano smołę, potaż, dziegieć i węgiel drzewny. Największe zniszczenia poczyniono w XVIII wieku, tak że pod koniec tego stulecia z braku surowca zaczęto likwidować smolarnie.
Puszcza była w przeszłości terenem łowów na łosie, jelenie, dziki. Polował tu prawdopodobnie Władysław Jagiełło, a na pewno Jan III Sobieski i Stanisław August Poniatowski. Wraz z wycinaniem lasu wytrzebiono jednak i zwierzynę.
Puszcza była areną niemal wszystkich ważnych wydarzeń w historii Polski. W 1410 zachodnim skrajem puszczy podążał pod Grunwald Władysław Jagiełło. W 1794 północnym krańcem puszczy maszerowała dywizja, którą dowodził Henryk Dąbrowski. W okresie powstania styczniowego puszcza dawała schronienie dla walczących. We wrześniu 1939 lasy stały się miejscem walk, a także masowych mordów dokonywanych przez Niemców na ludności cywilnej (m.in. okolice Palmir). Pamiątkami tych wydarzeń są rozsiane po całej puszczy samotne mogiły i cmentarze poległych tam ludzi.
W XIX wieku przeprowadzono intensywną meliorację pasów bagiennych, połączoną z wycinką olsów. Podczas I wojny światowej Niemcy wycięli dalsze połacie puszczy, a wojska rosyjskie zniszczyły duży obszar lasu przygotowując pozycje obronne. W okresie międzywojennym nadal eksploatowano drewno, jednak pojawiły się też pierwsze głosy za ochroną puszczy. Dzięki staraniom profesorostwa Romana i Jadwigi Kobendzów utworzono pierwsze rezerwaty: w Granicy (1936) i Sierakowie (1937). II wojna światowa przyniosła kolejne straty w drzewostanie. Dopiero po jej zakończeniu podjęto starania w celu ochrony puszczy, które zaowocowały utworzeniem w 1959 Kampinoskiego Parku Narodowego.
W latach 1915–1961 w zachodniej części puszczy działała kolej leśna.

## Ochrona przyrody
Kampinoski Park Narodowy posiada 22 obszary ochrony ścisłej, stanowiące 12% jego terenu. Pozostałą część zajmują obszary ochrony częściowej (80,4% terenu) i ochrony krajobrazowej (7,6%). Wokół Parku rozciąga się otulina o powierzchni ponad 37 tys. ha.
Od 2000 roku KPN jest Rezerwatem Biosfery „Puszcza Kampinoska”. Został też uznany przez Parlament Europejski za ostoję ptaków o randze europejskiej.

## Turystyka
Przez Puszczę Kampinoską prowadzą liczne szlaki turystyczne piesze i rowerowe (np. Kampinoski Szlak Rowerowy), a także ścieżki dydaktyczne.